# Lópatkó

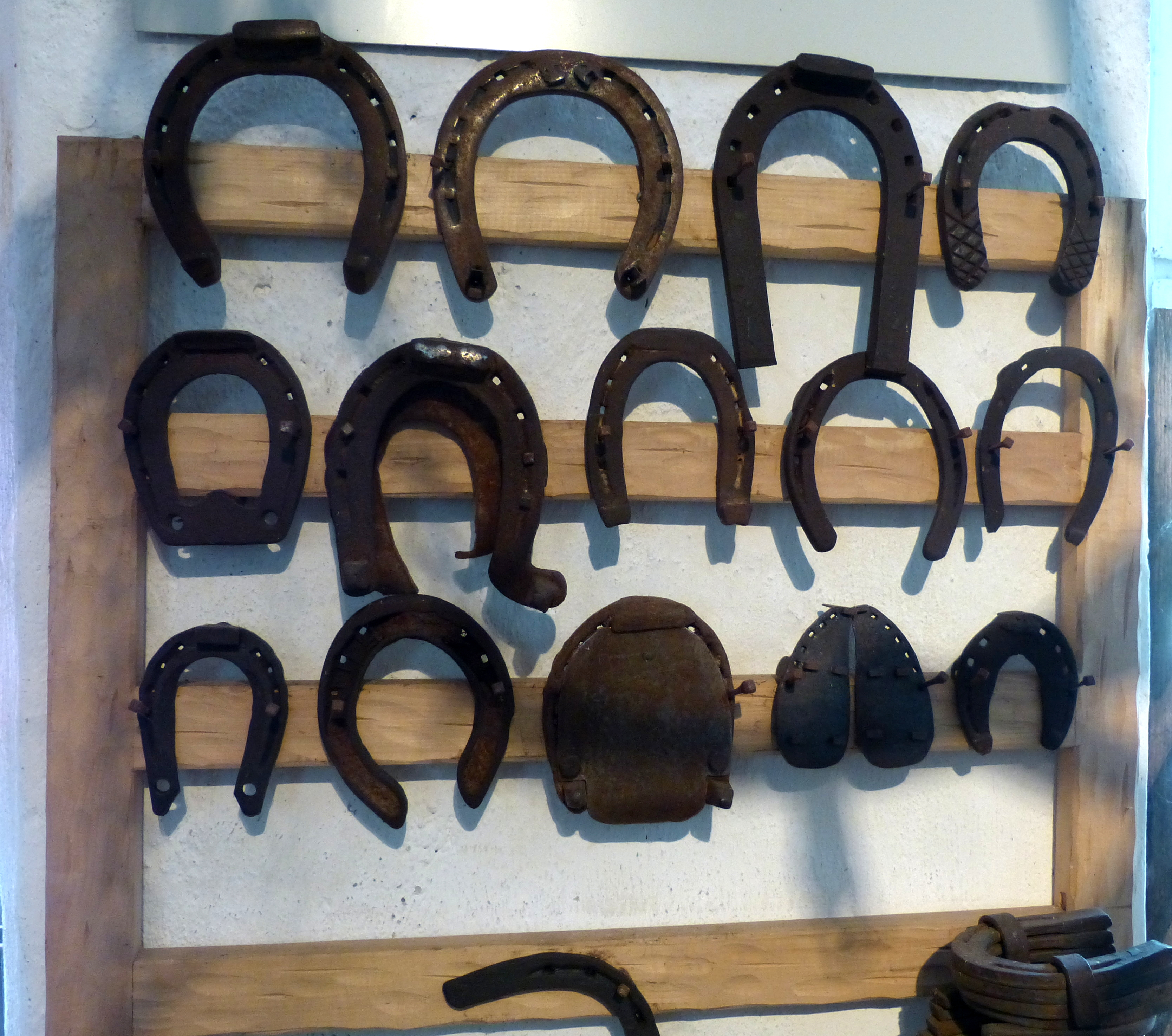
Hagyományos lópatkók

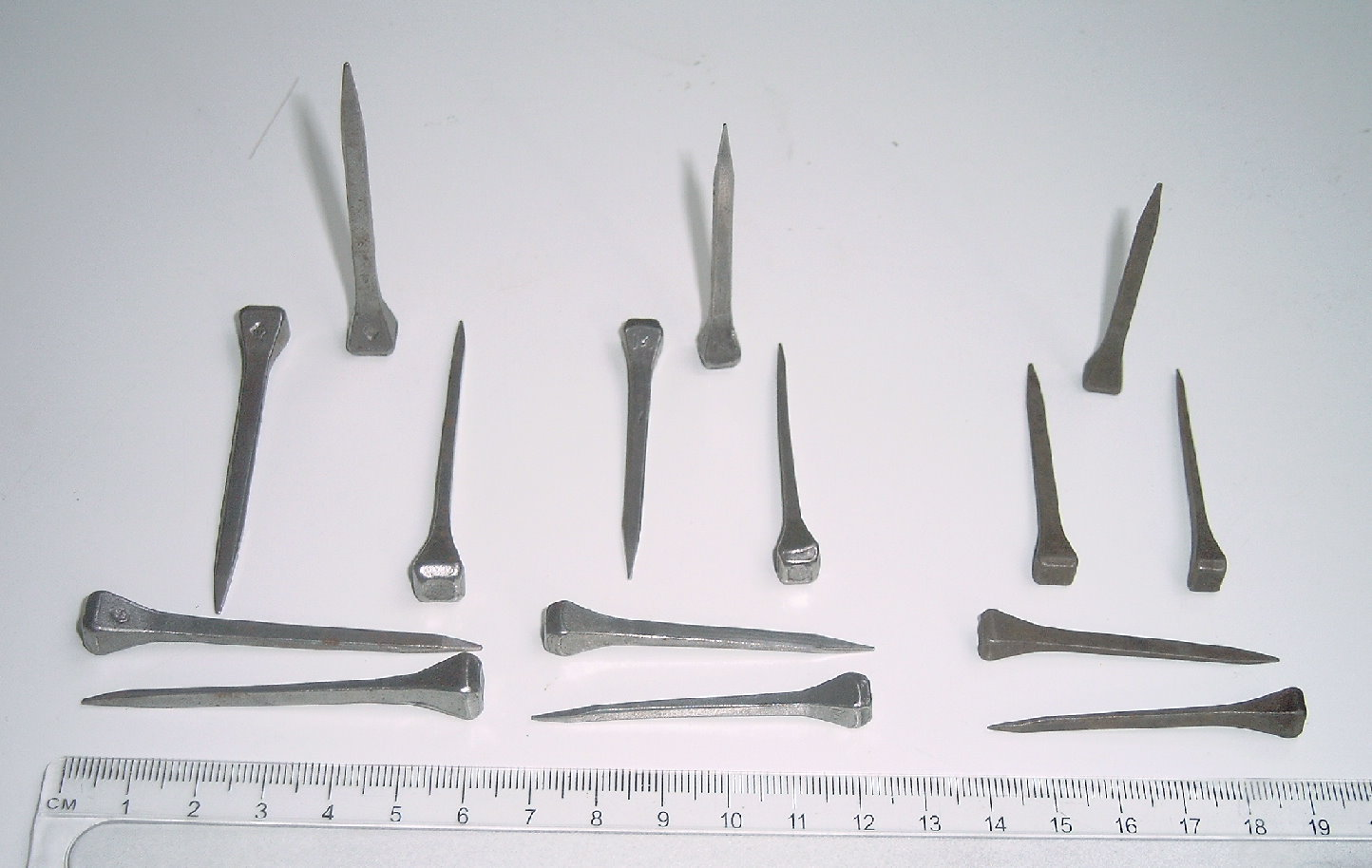
Patkószegek

A lópatkó az a többnyire félhold alakú, vasból, rézből, alumíniumból vagy más anyagból készült ívelt fémeszköz, mellyel a ló patáját a kopás ellen védi. A lópatkó alakja megegyezik a pata hordozószélének alakjával, vagyis az első láb patáira inkább kör alakú, a hátsókra inkább tojásdad alakú patkókat alkalmaznak. A patkót a ló patájának méretéhez és formájához, illetve testének tömegéhez kell igazítani.
A patkónak a patával érintkező lapja sima, beljebb lejtősre készül, hogy járás közben meg ne zúzza a leereszkedő talpat. A patkó hegyén, mely alatt középrészét értik, kápa van, amelynek rendeltetése a pata hegyfalát védeni. Alsó, vagyis a földdel érintkező lapján árkolás készül, mely a patkó felszegelése alkalmával a szegfejeket veszi magába, s a lekopás ellen védi. A patkó árkában annak súlya szerint 5 vagy 7 szeglyuk látható, amelyek a két patkószáron vannak elosztva.

## Története

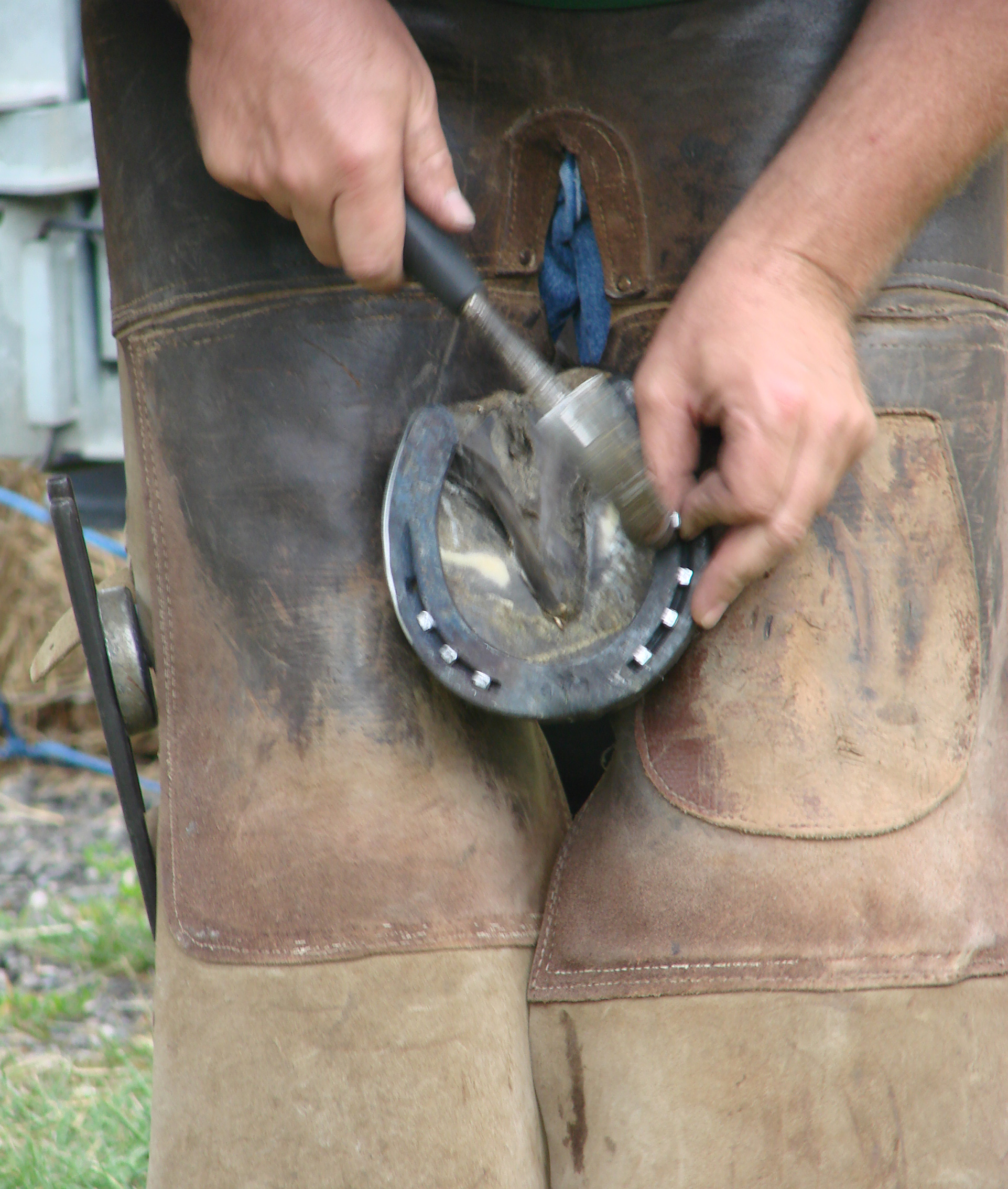
A lópatkó felszegelése a ló lábfejére

Georg Philipp Rugendas: Patkolókovács

A nomád magyarok a honfoglalás után ismerkedtek meg a patkóval. A honfoglalás kori régészeti leletekben a kengyel és a zabla megtalálható, de a lópatkó hiányzik. A lópatkó nem a nomád lovasnépek találmánya, hanem a keltáké. A szláv eredetű magyar patkó szó 1342-től használatos. A köves utak kiépítése előtt nem terjedt el a lovak patáinak „vasalása”. A vasalatlan (patkó nélküli) ló azonban a kiépített utakon könnyen ferdére koptatta a patáját.

## Érdekességek

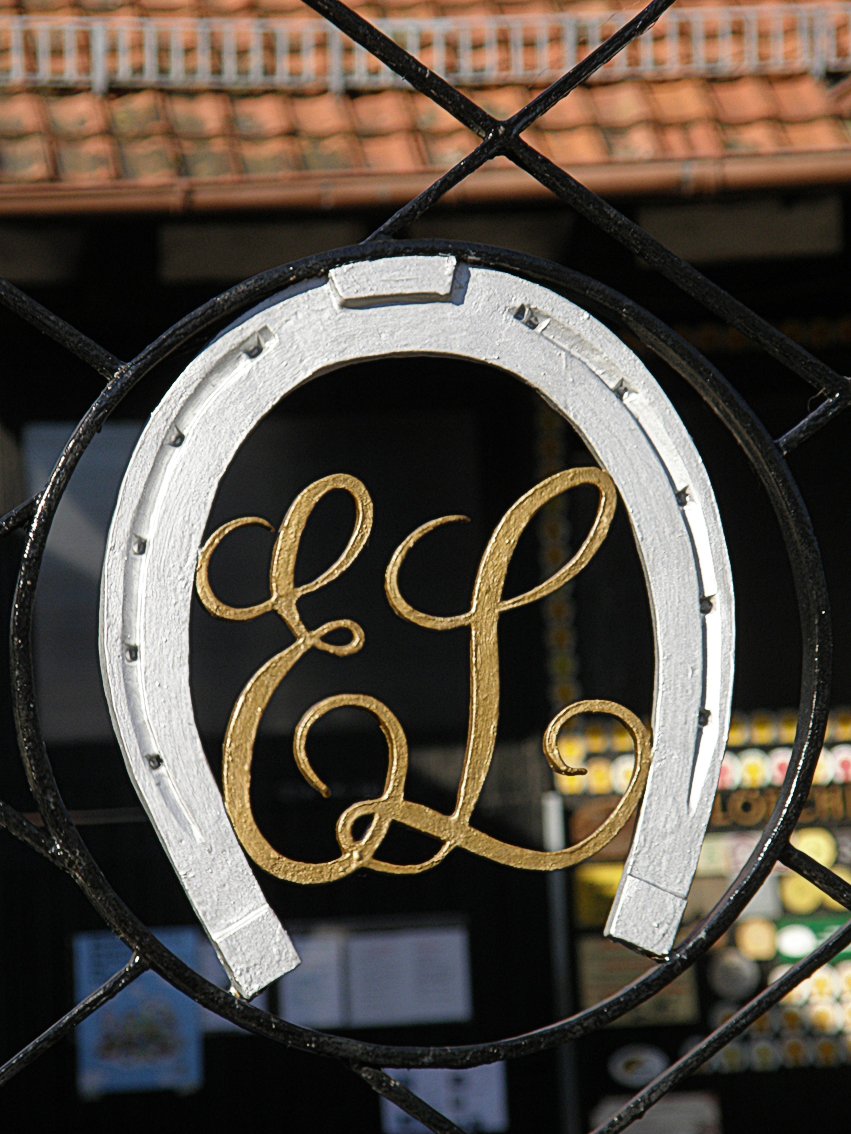
Szerencsét hozó patkó egy kertkapuban

A patkót a világ minden táján szerencsehozó tárgyként tartják nyilván. Hazánkban a(z itató)vályúba teszik, hogy megvédje az állatot a betegségektől. Az algíri muzulmánok az ajtófélfára patkót szegeznek, de az angol vitorlások árbócára is kitűzik, hogy a hajót megvédje. A ló régen varázserejű, bajtól védő állat volt, az emberek lovat áldoztak, házuk ormára, a kapuk fölé lófejet, lókoponyát, lópatkót szegeztek, hogy elkerüljék a balszerencsét. A lóáldozatok szerepét a későbbi korokban átvette a lópatkó, melynek vasa megvéd az ártó szellemektől. Különösen nagy szerencse éri azt, aki lópatkót talál.
A írek amulettként hajlított lópatkószegeket akasztottak gyermekeik nyakába, a teuton folklórban általánosan elfogadott volt az a babona, hogy a véletlenül talált lópatkószeg a tűzhelybe beverve elősegíti, hogy az ellopott javak visszakerüljenek jogos tulajdonosukhoz.
A boszorkányok, mivel félnek a lovaktól, visszafordulnak attól az ajtótól, amelyre lópatkót szögeztek.
Egy középkori monda szerint Jézus Krisztus és Szent Péter földi vándorútjuk során egy lópatkót (krajcárt) találnak. Péter nem hajlandó lehajolni érte, Krisztus felveszi, az árán cseresznyét vesz, s szemenként elpotyogtatja. Péter minden szemért lehajlik. Tanulság: a rest 77-szer (százszor) fárad.